# 斎藤怜央
齋藤 怜央（さいとう れお、1988年2月19日 - ）は、日本のラグビー選手。

## プロフィール
- 静岡県出身。
- ポジションはフォワード、フランカー、ナンバー8。
- 身長 178cm、体重 86kg

## 来歴
2006年、東海大静岡翔洋高校卒業後、東海大学に入る。なお東海大学時代の同級生には小西大樹、荒木達也らがいる。
2010年、東海大学卒業後、ヤクルトレビンズに加入。
2020年、JR東日本ラグビー部に加入。
。